# Jacek Czaputowicz
Jacek Krzysztof Czaputowicz (Varsovia, 30 de mayo de 1956) es un político y académico polaco que se desempeñó como ministro de Relaciones Exteriores de Polonia desde el 9 de enero de 2018 hasta el 20 de agosto de 2020.

## Biografía
Jacek Czaputowicz nació en Varsovia el 30 de mayo de 1956. De 1980 a 1983 estudió geografía en la Universidad de Varsovia. En 1986 se graduó en la Facultad de Economía de la Universidad de Estudios Empresariales de Varsovia.
Ingresó al Ministerio de Relaciones Exteriores en 1990. Fue nombrado subdirector, luego director del Departamento de Asuntos Consulares y Emigración (1990-1992). De 1993 a 1998 fue asesor principal del ministro de Estudios y Planificación. En 1998, se convirtió en director adjunto del Departamento de Negociaciones de Adhesión en la Oficina del Comité de Integración Europea. En el mismo año, se convirtió en subdirector del servicio civil y se desempeñó hasta 2006. Fue director del departamento de estrategia y planificación de política exterior del Ministerio de Relaciones Exteriores hasta 2008.
Fue vicepresidente del Consejo de la Función Pública (2007-2009), del consejo de administración del Instituto Europeo de Administración Pública de Maastricht (2006-2010) y del Consejo de la Función Pública del primer ministro (2007-2009). De 2008 a 2012 fue director de la Escuela Nacional de Administración Pública. En 2014, se convirtió en miembro del consejo de programa del partido Ley y Justicia. Desde enero de 2017 es director de la Academia Diplomática del Ministerio de Relaciones Exteriores. También se unió a la junta directiva del Instituto Polaco de Asuntos Internacionales. El 15 de septiembre de 2017, la presidenta del Consejo de Ministros Beata Szydło lo nombró subsecretario de Estado en el Ministerio de Relaciones Exteriores.
El 9 de enero de 2018 fue designado ministro de Relaciones Exteriores. El 17 de diciembre de 2018 declaró que Francia estaba “derribando a Europa” en el contexto del movimiento de los chalecos amarillos y el atentado terrorista del 11 de diciembre de 2018 en Estrasburgo. El 21 de enero de 2019, afirmó que la UE se había convertido en rehén de las demandas de Irlanda de la frontera interirlandesa y sugirió que un respaldo de cinco años podría resolver el problema.